# Địa chấn điện
Địa chấn điện (Seismoelectrical) là một phương pháp Địa vật lý nghiên cứu và ứng dụng trường điện từ sinh ra trong đất đá dưới tác động của sóng đàn hồi nén (sóng dọc P). 
Có nhiều nguyên nhân dẫn đến sự phát sinh trường điện từ này, trong số đó có hai hiệu ứng được thừa nhận:
- Hiệu ứng áp điện xảy ra trong một số chất rắn, trong tự nhiên có thạch anh và cát dẫn xuất từ thạch anh.
- Hiệu ứng phân cực do xê dịch ion có độ linh động khác nhau trong môi trường có nước, dẫn đến phân cực điện.

Quan sát điện trường tạo ra sẽ xác định được phân bố các nguồn phát điện nói trên trong các tầng đất đá. Và do nguồn gốc trường khác nhau như vậy dẫn đến sự khác nhau trong ứng dụng.

## Nguyên lý hoạt động
Trường điện từ sinh ra do các hiệu ứng áp điện và phân cực.

### Hiệu ứng áp điện
Hiệu ứng áp điện xảy ra trong một số chất rắn, trong tự nhiên có thạch anh và cát dẫn xuất từ thạch anh. Đó là hiệu ứng thuận nghịch. Các khối chất rắn phát sinh điện tích khi đặt dưới áp lực. Ngược lại khối chất rắn sẽ nén dãn nếu tích điện .
Hiệu ứng được áp dụng rộng rãi trong kỹ thuật điện và điện tử, như làm đầu thu áp điện (Piezoelectric sensor), thanh trễ, linh kiện thạch anh để lọc và ổn định tần số, loa gốm, micro, đầu đánh lửa trong bếp ga hay bật lửa,...
Sóng địa chấn, chủ yếu là sóng dọc P, là sóng áp suất tạo ra điện áp này trong đất đá.

### Hiệu ứng phân cực
Hiệu ứng phân cực xảy ra do xê dịch các ion, các nguyên tử kim loại nguyên sinh,... trong đất, đặc biệt là đất đá có độ rỗng lớn và chứa nước. Các ion có độ linh động khác nhau, nên khi bị sóng địa chấn xô đẩy thì xê dịch khác nhau và trạng thái trung hòa điện bị phá vỡ, làm phát sinh điện trường phân cực.
Hiệu ứng phân cực này tương tự như sự phân cực xảy ra do các hiện tượng:
- Hiện tượng nước ngầm chảy trong đất đá có khả năng bắt giữ khác nhau đối với các ion khác nhau, dẫn đến sự tạo thành điện trường thiên nhiên (SP) [3].
- Hiện tượng khi có dòng điện kích thích làm ion chuyển động, và độ linh động ion khác nhau dẫn đến tạo thành điện thế phân cực (IP), và là nguyên lý của phương pháp thăm dò điện phân cực kích thích [4].

## Úng dụng

### Dự báo động đất
Trong Vật lý Địa cầu, đang nghiên cứu Địa chấn điện để dự báo động đất gần. Các quá trình thay đổi ứng suất ở lò địa chấn, cũng như sóng địa chấn khi động đất bắt đầu xảy ra, làm phát sinh trường điện. Do trường điện đi nhanh hơn sóng địa chấn nên có thể phát hiện sự kiện động đất xảy ra.
Tuy nhiên do cường độ điện trường nhỏ, nguồn trường điện không phải là nguồn điểm, mức nhiễu cao,... nên kết quả nghiên cứu và ứng dụng còn hạn chế.

### Tìm kiếm mỏ có liên quan đến thạch anh
Trong Địa vật lý Thăm dò, phương pháp Địa chấn điện được đưa ra từ những năm 1970. Phương pháp sử dụng vụ nổ mìn tạo sóng địa chấn trong đất đá, và dùng dãy các điện cực để thu nhận biến đổi của trường điện trong thời gian ngắn. Minh giải tài liệu sẽ cho ra phân bố các tầng đất đá có mức độ chứa khác nhau các yếu tố phát sinh trường, chủ yếu là hiệu ứng áp điện.
Thời kỳ đó tại Việt Nam, Viện Địa chất và Khoáng sản (nay thuộc Bộ Tài nguyên và Môi trường) đã nhập thiết bị từ Liên Xô cũ có tên là Кварц (Quartz, Thạch anh) và đã thử nghiệm, với kết luận phương pháp cồng kềnh, tốn kém, ít hiệu quả.

### Tìm kiếm nước ngầm
Ngày nay một số nhà địa vật lý đang thử nghiệm để tìm nước ngầm dựa trên hiệu ứng xê dịch các ion trong nước, nhưng kết quả hạn chế .
Một trong các thiết bị là DC-4500 Seismoelectric Groundwater Locator do Houston Geological Society phát triển .

## Những nguyên nhân hạn chế ứng dụng
Do cường độ điện trường nhỏ, nguồn trường điện không phải là nguồn điểm, mức nhiễu cao,... nên việc ứng dụng địa chấn điện để nghiên cứu môi trường còn gặp nhiều khó khăn.
Khi sử dụng nguồn nổ để tạo sóng địa chấn, thì các hiện tượng phản khúc xạ, phát sinh sóng trao đổi, sóng lặp, và các nhiễu sóng mặt (ground roll) tạo ra bức tranh sóng phức tạp. Tất cả các sóng này đều là tác nhân tạo điện trường. Vì thế không thể dựng được mô hình trường phục vụ giải đoán đối tượng phát sinh trường điện, mà chỉ có thể đánh giá chung về đáp ứng phát sinh trường điện của khối đất đá trong môi trường . Những nghiên cứu đã cho thấy với mức suy giảm và phân kỳ trường phổ biến, thì độ sâu nghiên cứu chỉ đạt đến tầm 300 m .